# Enfoque basado en los derechos humanos
El enfoque basado en los derechos humanos o, por sus siglas en castellano, EBDH, es un marco conceptual para el proceso de desarrollo humano. Desde el punto de vista normativo, se basa en las normas internacionales de derechos y, desde el punto de vista operacional, se orienta a la promoción y protección de los derechos humanos.
Su propósito es analizar las desigualdades que generan los problemas de desarrollo, corregir prácticas que discriminan y resolver el reparto injusto de poder que obstaculizan el progreso en materia de desarrollo.
Dentro del programa de reforma de las Naciones Unidas puesto en marcha en 1997, el Secretario General de las Naciones Unidas instó a todas las entidades del sistema de las Naciones Unidas a incorporar sistemáticamente los derechos humanos en sus actividades y programas.
El enfoque de derechos, a diferencia de otros, reivindica el papel del Estado para garantizar el desarrollo humano y establece la política social como un derecho social, contempla el impulso de políticas institucionales tendientes a que las personas se apropien de sus derechos y participen de manera activa en su desarrollo social y controlen las acciones públicas en esa materia.

## Atributos fundamentales
No existe un procedimiento para cada caso, pero los organismos de las Naciones Unidas han acordado un conjunto de atributos fundamentales para actuar con un enfoque basado en los derechos humanos:
- Cuando se formulen las políticas y los programas de desarrollo, el objetivo principal deberá ser la realización de los derechos humanos.

- Se identificará a las personas o grupos titulares de derechos y a aquello a lo que tienen derecho, y a los correspondientes titulares de deberes y las obligaciones que les incumben.

- Se procurará fortalecer la capacidad de las y los titulares de derechos para reivindicar estos y de los titulares de deberes para cumplir sus obligaciones.

- Los principios y las normas contenidos en los tratados internacionales de derechos humanos deben orientar toda la labor de cooperación y programación del desarrollo en todos los sectores y en todas las fases del proceso de programación.

- Un enfoque basado en los derechos humanos concede importancia no sólo a los resultados, sino también a los procedimientos. Las normas y los principios de derechos humanos -como la participación, la igualdad y la no discriminación, y la rendición de cuentas- han de integrarse en todas las etapas del proceso.[4]

## Argumentos
Existen varios argumentos en favor del enfoque basado en los derechos humanos: 
- El argumento intrínseco, que reconoce que el enfoque basado en los derechos humanos es lo correcto desde el punto de vista moral o jurídico.
- El argumento instrumental, que reconoce que un enfoque basado en los derechos humanos conduce a resultados mejores y más sostenibles en materia de desarrollo humano.[1]
- La caridad en sí no es suficiente, los enfoques basados en las necesidades o en la prestación de servicios tampoco han logrado resultados sustanciales. Una importante limitación de estos enfoques ha sido que con frecuencia los ponen en práctica autoridades que tal vez no sean sensibles a las necesidades de las personas a las que deben atender. Así, se acude a los Derechos Humanos no sólo como forma de argumentar acciones sino como metodología de trabajo.
- Se considera que más eficaz que un planteamiento único puede ser el combinar los derechos humanos, el desarrollo y el activismo.[4]